# La Maliciosa
La Maliciosa ist mit 2227 msnm einer der wichtigsten und höchsten Berge der Sierra de Guadarrama, dem Mittelteil des Iberischen Scheidegebirges in Spanien.

## Geographische Lage
La Maliciosa befindet sich im Nordosten der Comunidad de Madrid (Spanien), umrahmt im Osten von der größten Granitformation Europas La Pedriza, und im Westen vom Tal La Barranca.

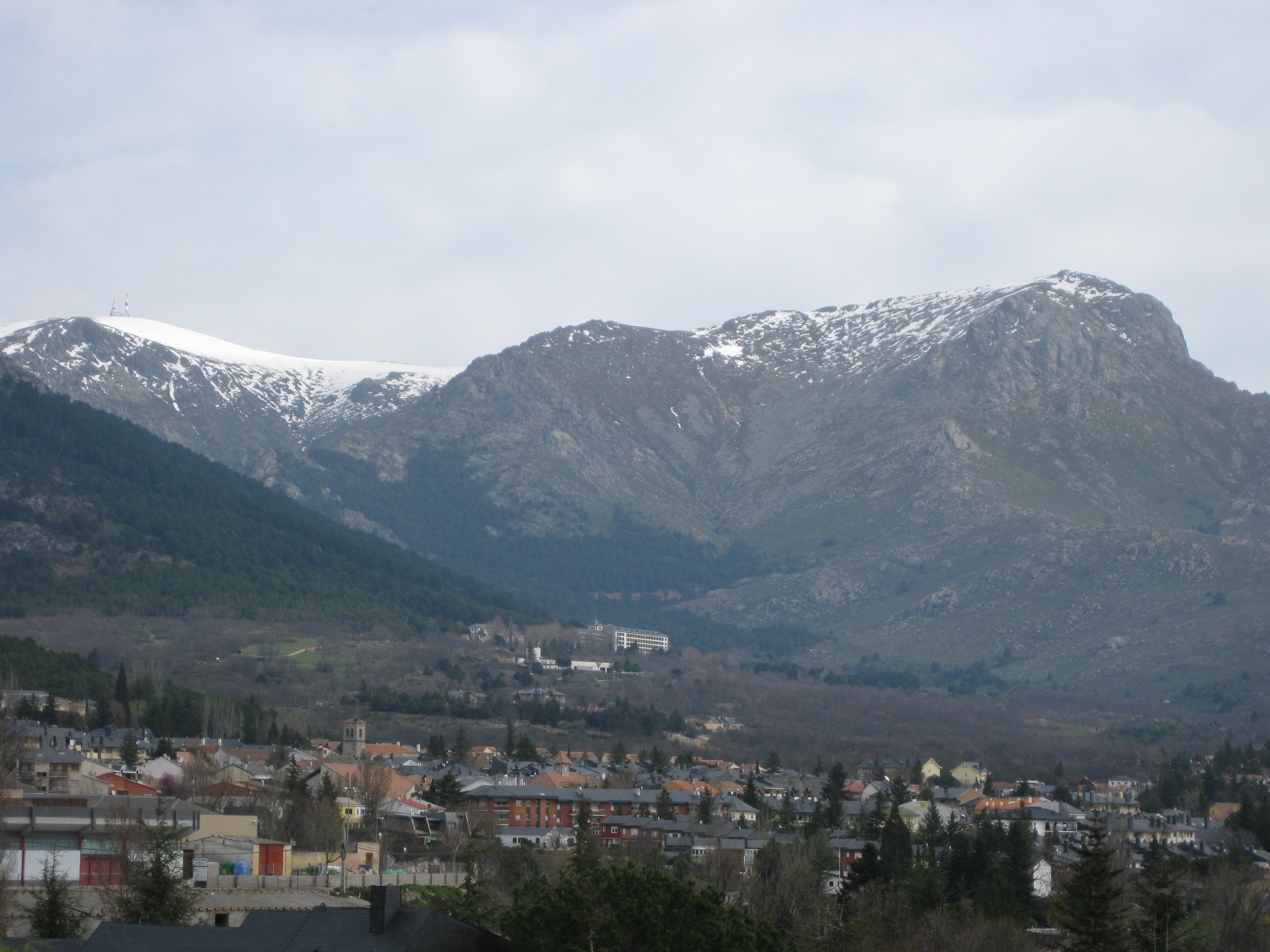
Südansicht der Maliciosa (Hauptgipfel rechts) mit Navacerrada im Vordergrund, am linken oberen Bildrand sind die Sendeanlagen der Bola del Mundo und ein Teil des Ventisquero de la Condesa zu erkennen

Seine Schartenhöhe beträgt 153 m und mit einem unverwechselbaren Profil ragt er deutlich aus der kastilischen Meseta hinaus. Dies macht ihn zu einem der am besten sichtbaren und bedeutendsten Berge der Sierra de Guadarrama. Die Südwand ist stark abfallend, in ihr entspringen mehrere Gebirgsbäche, welche eine bescheidene alpine Vegetation ermöglichen. An den oberen Flanken dominieren Hochweiden, während unterhalb von 1700 m teilweise dichte Waldkieferbestände anzutreffen sind. Ein Großteil des Berges liegt innerhalb des Regionalparks Cuenca Alta del Manzanares und des zukünftigen Nationalparks Sierra de Guadarrama.
Am Gipfel verlaufen die Grenzen zwischen den Gemeinden Navacerrada, Becerril de la Sierra, El Boalo und Manzanares el Real, welche sich allesamt im Nordosten der Comunidad de Madrid im Zentrum Spaniens befinden.
Die Maliciosa befindet sich im äußersten Süden eines 2 Kilometer langen Nord-Süd-Bergkamms, der am Gipfel der Bola del Mundo (2265 m) beginnt. Die Bola del Mundo gehört zur Bergkette der Cuerda Larga, die in West-Ost-Richtung eine beliebte Höhenwanderung mit spektakulärem Panoramablick – insbesondere bei Vollmond – auf Madrid ermöglicht.
Auf dem Gipfel befindet sich ein Trigonometrischer Punkt, von dem man einen exzellenten Ausblick auf die Sierra de Guadarrama genießen kann.

## Etymologie
Ursprünglich kannte man den Berg als „Montaña Maliciosa“ – „Arglistiger Berg“. Dies ist auf die Schwierigkeiten seiner Besteigung über die südlichen Flanken zurückzuführen. Diese Routen sind sehr steil und bewältigen auf nur kurze Distanz einen Höhenunterschied von über 1100 m. Später prägte sich die Abkürzung ein, und heutzutage kennt man den Berg als „La Maliciosa“ oder „Pico de la Maliciosa“. Weiterhin ähnelt der Berg mit seiner Schneehaube im Gipfelbereich einem menschlichen Kopf, weshalb er umgangssprachlich auch als „La Monja“ (Die Nonne) bekannt ist. Der Name des Berges hat seine Ursprünge im 14. Jahrhundert und wie der Maladeta in den Pyrenäen, wird auch der Maliciosa nachgesagt sie sei verhext, denn ihr Fels ist ebenso den Naturgewalten (Wind, Eis, Sonne und Regen) offen und ohne Schutz ausgesetzt.

### Kartenwerke
- Guadarrama Wanderkarte 1 : 25 000. Alpina Editorial, 2004, ISBN 978-84-8090-159-8.
- La Pedriza Wanderkarte 1 : 25 000. Alpina Editorial, 2004, ISBN 978-84-8090-160-4.
- Mapa "sierra de Guadarrama 1:50.000", editado por La Tienda verde. ISBN 84-611-3107-X.